# 춘천소년원
춘천소년원, 또는 춘천신촌학교는 비행청소년의 재교육을 위해 대한민국 법무부 범죄예방정책국 산하에 설치된 기관이다. 강원특별자치도 춘천시 동내면 장안길 51에 있다.
소년원장은 서기관으로 보한다.

## 소속기관
- 춘천청소년비행예방센터: 춘천시 영서로2279길 3